# 伊万科沃农村居民点
伊万科沃农村居民点（俄语：Иванковское сельское поселение）是俄罗斯联邦伊万诺沃州富尔马诺夫区所属的一个农村居民点。其下辖有32个居民点，行政中心为伊万科沃。据2016年统计，该农村居民点的人口为1745人。